# Ben Bentil
Benjamin Bentil, né le 29 mars 1995 à Sekondi-Takoradi au Ghana, est un joueur ghanéen de basket-ball mesurant 2,02 m et évoluant au poste d'ailier fort.

## Biographie

### Carrière universitaire
Il passe deux années universitaires au Providence College.
Le 23 mars 2016, il annonce sa candidature pour la draft 2016 de la NBA, faisant l'impasse sur ses deux dernières années du cursus universitaire.

### Carrière professionnelle
Le 23 juin 2016, lors de la draft 2016 de la NBA, Bentil est sélectionné à la 51e place par les Celtics de Boston.
En juillet 2016, il participe aux NBA Summer League 2016 de Las Vegas et de Salt Lake City avec les Celtics de Boston. En trois matches à Salt Lake City, il a des moyennes de 8,67 points, 4,33 rebondset  0,33 passe décisive en 15,4 minutes par match.
Le 27 juillet 2016, Ben Bentil signe un contrat avec les Celtics de Boston pour participer au camp d'entraînement et tenter de faire partie des quinze joueurs retenus au début de la saison NBA 2016-2017.
Avec 3 matches pour les Mavericks de Dallas les 1er, 5 et 7 mars 2017 durant lesquels il ne joue que quelques minutes, il devient le premier basketteur né au Ghana à jouer en NBA.
En juillet 2019, Bentil s'engage au Panathinaïkos, champion de Grèce en titre, en signant un contrat de deux ans.
En décembre 2021, Bentil rejoint l'Olimpia Milan jusqu'à la fin de la saison.
En juillet 2022, Bentil signe avec l'Étoile rouge de Belgrade.
En janvier 2025, il s'engage avec l'ASVEL Lyon-Villeurbanne.

## Statistiques

### Universitaires
| Saison    | Équipe     | Matchs | Titul. | Min./m | % Tir | % 3pts | % LF | Rbds/m. | Pass/m. | Int/m. | Ctr/m. | Pts/m. |
| --------- | ---------- | ------ | ------ | ------ | ----- | ------ | ---- | ------- | ------- | ------ | ------ | ------ |
| 2014-2015 | Providence | 34     | 24     | 21,5   | 43,6  | 30,0   | 69,5 | 4,88    | 0,62    | 0,26   | 0,35   | 6,35   |
| 2015-2016 | Providence | 35     | 33     | 34,2   | 46,2  | 32,9   | 78,2 | 7,66    | 1,14    | 0,86   | 1,03   | 21,09  |
| Total     |            | 69     | 57     | 27,9   | 45,5  | 32,4   | 76,1 | 6,29    | 0,88    | 0,57   | 0,70   | 13,83  |

## Palmarès
- AP Honorable Mention All-American (2016)
- First-team All-Big East (2016)
- Big East Most Improved Player (2016)
- Champion de Grèce 2020, 2021
- Vainqueur de la Coupe de Grèce 2021
- Vainqueur de la coupe d'Italie 2022
- Champion d'Italie 2022
- Champion de Grèce 2023
- Vainqueur de la Coupe de Serbie 2023